# Verzweifelte Lügen
Verzweifelte Lügen (Originaltitel: Pedaço de Mim) ist eine brasilianische Dramaserie, die von der Produktionsfirma A Fábrica im Auftrag von Netflix umgesetzt wurde. Die Serie wurde am 5. Juli 2024 weltweit auf Netflix veröffentlicht.

## Handlung
Liana und ihr Mann Tomás wünschen sich seit langem ein Kind. Als Liana von ihrer Schwangerschaft erfährt, liegen hinter dem Paar eine turbulente Zeit und eine Verfehlung seitens Tomás’, die eine tiefe Wunde in ihre Ehe gerissen hat. Doch die frohe Botschaft wird von einer erschütternden Tatsache überschattet. Liana, die mit Zwillingen schwanger ist, sieht sich nach einer Vergewaltigung mit einem seltenen Fall von Superfekundation konfrontiert. Jedes der beiden Kinder hat einen anderen Vater. Das bedeutet, dass Liana zum einen das Kind ihres Mannes Tomás und zum anderen das Kind ihres Vergewaltigers Oscar in sich trägt. Liana ist hin- und hergerissen, was sie jetzt tun soll. Für den Moment beschließt sie, die Wahrheit für sich zu behalten und irgendwie weiterzumachen. Allerdings belastet die Gesamtsituation Liana zunehmend, nicht zuletzt, weil Oscar sie weiterhin behelligt. Welchen Weg wird Liana für sich und die Kinder einschlagen?

## Besetzung und Synchronisation
Die deutschsprachige Synchronisation entstand nach den Dialogbüchern von Marion Machado-Quintela, Barbara Bayer-Schur, Florian Reutter und Lion Geissler sowie unter der Dialogregie von Frank Muth durch die Synchronfirma Iyuno Germany in Berlin.
| Rolle                               | Schauspieler         | Synchronsprecher      |
| ----------------------------------- | -------------------- | --------------------- |
| Liana Azevedo Rosenthal             | Juliana Paes         | Daniela Hoffmann      |
| Tomás Rosenthal                     | Vladimir Brichta     | Sascha Rotermund      |
| Oscar Oliveira                      | Felipe Abib          | Tim Sander            |
| Oscar Oliveira (19 Jahre)           | Antônio Carrara      | Oscar Räuker          |
| Marcos Azevedo Rosenthal (6 Jahre)  | Gabriel Lima         | Wanja Gisbertz        |
| Marcos Azevedo Rosenthal (10 Jahre) | Theo de Almeida      | Toni Wegewitz         |
| Marcos Azevedo Rosenthal (17 Jahre) | José Beltrão         | Nando Schmitz         |
| Mateus Azevedo Rosenthal (6 Jahre)  | Ítalo Alves          | Keanu Peters          |
| Mateus Azevedo Rosenthal (10 Jahre) | Enzo Diniz           | Melina Witez          |
| Mateus Azevedo Rosenthal (17 Jahre) | Pedro Manoel Nabuco  | Finn Posthumus        |
| Sílvia Rosenthal França             | Palomma Duarte       | Giuliana Jakobeit     |
| Vicente França                      | João Vitti           | Frank Röth            |
| Débora Oliveira                     | Martha Nowill        | Cornelia Waibel       |
| Dante Fernandes                     | Rui Ricardo Diaz     | Klaus-Peter Grap      |
| Cláudia Santos                      | Yohama Eshima        | Carolin Brunk         |
| Inácio Rosenthal (12 Jahre)         | Vitor Valle          | Tobias Grimm          |
| Inácio Rosenthal                    | Bento Veiga          | David Brizzi          |
| Beatriz „Bia“ Sampaio Rosenthal     | Amanda Spanner       | Magdalena Höfner      |
| Norma Azevedo                       | Jussara Freire       | Almut Zydra           |
| Jonas Rosenthal                     | Antônio Grassi       | Bernd Vollbrecht      |
| Olinda Rosenthal                    | Analú Prestes        | Sabine Falkenberg     |
| César Oliveira                      | Mario Borges         | Reinhard Scheunemann  |
| Nelson                              | Alcemar Vieira       | Stefan Bräuler        |
| Sérgio Camargo                      | Nando Cunha          | Tim Moeseritz         |
| Betina Camargo                      | Dani Ornellas        | Diana Borgwardt       |
| Júlia Camargo                       | Ágatha Marinho       | Flavia Vinzens        |
| Lucas Azevedo (19 Jahre)            | Juliano Lobreiro     | Simon Kunze           |
| Ricardo                             | André Dale           | Nicolas Böll          |
| Nina                                | Claudia Porvedel     | Julia Biedermann      |
| Patrícia                            | Joana Kannenberg     | Liza Simmerlein       |
| Kiko                                | Felipe Ricca         | Alex Friedland        |
| Isaías                              | Rodrigo Cardozo      | Frank Muth            |
| Eudora                              | Raquel Fabbri        | Bianca Warnek-Steinke |
| Felícia                             | Carolinie Figueiredo | Melinda Rachfahl      |
| Pâmela                              | Beatriz Linhales     | Christina Wöllner     |
| Robson                              | Vicente Valle        | Vincent Borko         |
| Quevedo                             | Álvaro Diniz         | Oliver Nitsche        |
| Ana Vitória                         | Gabriely Motta       | Alma van Cauwelaert   |
| Idea                                | Patrícia Costa       | Aline Staskowiak      |
| Olívia                              | Roberta Santiago     | Isabelle Schmidt      |
| Richterin                           | Patricia Selonk      | Heide Domanowski      |

## Episodenliste
| Nr.                                                                      | Deutscher Titel             | Originaltitel             | Regie                                                                | Drehbuch                                                                |
| ------------------------------------------------------------------------ | --------------------------- | ------------------------- | -------------------------------------------------------------------- | ----------------------------------------------------------------------- |
| 1                                                                        | Mehr als ich je wollte      | Tudo que Eu Desejo        | Maurício Farias, Vicente Barcellos, Clara Kutner & Maria Clara Abreu | Angela Chaves, Guilherme Vasconcelos, Laura Rissin & Marina Luísa Silva |
| 2                                                                        | Weit aufgerissene Augen     | Não Feche os Olhos        | Maurício Farias, Vicente Barcellos, Clara Kutner & Maria Clara Abreu | Angela Chaves, Guilherme Vasconcelos, Laura Rissin & Marina Luísa Silva |
| 3                                                                        | Eine gespaltene Liebe       | Amor Partido ao Meio      | Maurício Farias, Vicente Barcellos, Clara Kutner & Maria Clara Abreu | Angela Chaves, Guilherme Vasconcelos, Laura Rissin & Marina Luísa Silva |
| 4                                                                        | In Stücke                   | Os Pedaços de Mim         | Maurício Farias, Vicente Barcellos, Clara Kutner & Maria Clara Abreu | Angela Chaves, Guilherme Vasconcelos, Laura Rissin & Marina Luísa Silva |
| 5                                                                        | Schwere Entscheidungen      | Depois de Ter Você        | Maurício Farias, Vicente Barcellos, Clara Kutner & Maria Clara Abreu | Angela Chaves, Guilherme Vasconcelos, Laura Rissin & Marina Luísa Silva |
| 6                                                                        | Die Schrift an der Wand     | Evidências                | Maurício Farias, Vicente Barcellos, Clara Kutner & Maria Clara Abreu | Angela Chaves, Guilherme Vasconcelos, Laura Rissin & Marina Luísa Silva |
| 7                                                                        | Geheimnisse und Schatten    | Segredos e Sombras        | Maurício Farias, Vicente Barcellos, Clara Kutner & Maria Clara Abreu | Angela Chaves, Guilherme Vasconcelos, Laura Rissin & Marina Luísa Silva |
| 8                                                                        | Unangenehme Wahrheiten      | Verdades Incômodas        | Maurício Farias, Vicente Barcellos, Clara Kutner & Maria Clara Abreu | Angela Chaves, Guilherme Vasconcelos, Laura Rissin & Marina Luísa Silva |
| 9                                                                        | Nie wieder                  | Nunca Mais                | Maurício Farias, Vicente Barcellos, Clara Kutner & Maria Clara Abreu | Angela Chaves, Guilherme Vasconcelos, Laura Rissin & Marina Luísa Silva |
| 10                                                                       | Die Scherben kitten         | Juntando os pedaços       | Maurício Farias, Vicente Barcellos, Clara Kutner & Maria Clara Abreu | Angela Chaves, Guilherme Vasconcelos, Laura Rissin & Marina Luísa Silva |
| 11                                                                       | Befreiende Wahrheit         | E a Verdade vos Libertará | Maurício Farias, Vicente Barcellos, Clara Kutner & Maria Clara Abreu | Angela Chaves, Guilherme Vasconcelos, Laura Rissin & Marina Luísa Silva |
| 12                                                                       | Liebe und Angst             | Amor e Medo               | Maurício Farias, Vicente Barcellos, Clara Kutner & Maria Clara Abreu | Angela Chaves, Guilherme Vasconcelos, Laura Rissin & Marina Luísa Silva |
| 13                                                                       | Zahltag                     | Contas a Acertar          | Maurício Farias, Vicente Barcellos, Clara Kutner & Maria Clara Abreu | Angela Chaves, Guilherme Vasconcelos, Laura Rissin & Marina Luísa Silva |
| 14                                                                       | Die Wahrheit tut weh        | A Verdade e a Dor         | Maurício Farias, Vicente Barcellos, Clara Kutner & Maria Clara Abreu | Angela Chaves, Guilherme Vasconcelos, Laura Rissin & Marina Luísa Silva |
| 15                                                                       | Können Lügen Wunden heilen? | Mentiras Curam Fraturas?  | Maurício Farias, Vicente Barcellos, Clara Kutner & Maria Clara Abreu | Angela Chaves, Guilherme Vasconcelos, Laura Rissin & Marina Luísa Silva |
| 16                                                                       | Ursache und Wirkung         | Causa e Consequência      | Maurício Farias, Vicente Barcellos, Clara Kutner & Maria Clara Abreu | Angela Chaves, Guilherme Vasconcelos, Laura Rissin & Marina Luísa Silva |
| 17                                                                       | Ein Teil von mir            | Metade de Mim             | Maurício Farias, Vicente Barcellos, Clara Kutner & Maria Clara Abreu | Angela Chaves, Guilherme Vasconcelos, Laura Rissin & Marina Luísa Silva |
| Am 5. Juli 2024 wurden alle Folgen der Serie bei Netflix veröffentlicht. |                             |                           |                                                                      |                                                                         |